# Stadion Tomori
Stadion Tomori (alb. Stadiumi Tomori) – stadion sportowy w Beracie, w Albanii. Może pomieścić 14 500 widzów. Swoje spotkania rozgrywa na nim drużyna Tomori Berat.